# Svenska Mässan
Svenska Mässan är en mäss- och kongressanläggning vid Korsvägen i Göteborg. Den totala ytan är 181 000 kvadratmeter, varav 41 000 är utställningsytor. De övriga 140 000 tillhör bland annat Gothia Towers samt restaurangerna Heaven 23, West Coast, Corner, Twentyfourseven och Upper House Dining som också ägs av Svenska Mässan Stiftelse.
Svenska Mässan ägs av en ekonomiskt fristående stiftelse, Svenska Mässan Stiftelse, med syfte att främja näringslivet. Svenska Mässan, med dotterbolag, hade 2018 drygt 815 anställda och en omsättning på 1,4 miljarder kronor. 
I anslutning till Svenska Mässan ligger Svenska mässans hotell Gothia Towers som är ett av de största hotellen i Europa. Under 2018 hade Svenska Mässan och Gothia Towers cirka 2 miljoner besökare.

## Historik
Redan 1804 framfördes i Göteborgs Allehanda ett förslag om att anordna en varumässa; "ett samlingsställe för profwen på Swenska Industriens alster för att skaffa både egne Landsmän, såwäl som främmande, mera kännedom om densamma och dymedelst gifwa mera anledning til deras utspridande; hwad bör man icke kunna hoppas af den respectabla, honetta och Patriotiska Handelscorpsen i Götheborg?"
Det skulle dröja till den 7 augusti 1917 då doktor Sigurd Hansson skrev en ledande artikel i Göteborgs Handels- och Sjöfartstidning som planerna på en svensk mässa i Göteborg för första gången diskuterades på allvar. Förslaget upptogs till överläggning i Göteborgs Börssällskap den 27 september 1917 med inledningsföredrag av boktryckare Waldemar Zachrisson, och det beslutades att framställa till Göteborgs Handelskammare att de skulle utreda möjligheten att anordna en svensk mässa i Göteborg. Staden ansågs på grund av sitt läge erbjuda de bästa förutsättningarna för en mässas framgång; för resande från Norge och Danmark, och med goda direkta kommunikationer till olika inrikes landsdelar. Västkustbanan söderut till Skåne och de danska öarna. Bohusbanan norrut till Strömstad, Bergslagsbanan med genomgående tåg till Oslo, Gävle och Stockholm, Västra Stambanan, Göteborg—Borås—Alvesta järnväg med genomgående vagnar till Kalmar och Karlskrona samt Göteborg-Västergötlands järnväg.
Den 13 december 1917 beslöt Handelskammaren att en mässa "skulle realiseras", och därmed tillsattes även en styrelse för mässan. Kunglig Majestät beviljade ett anslag ur manufakturförlagslånefonden med 3 000 kronor, men redan tidigare hade Göteborgs stadsfullmäktige beviljat Handelskammaren ett anslag med 15 000 kronor. Dessutom tecknades garantiförbindelser på 30 000 kronor av enskilda affärsmän.

### Första mässan
År 1918 arrangerade Handelskammaren i Göteborg en kommersiell mässa med 25 grupper av endast svenska producenter, vilken skulle komma att utvecklas till Svenska Mässan. Exempel på varor var: maskiner och verktyg, metallarbeten, guld- och silverarbeten, porslin, textilvaror, träförädlingsprodukter, bokindustri, lädervaror med mera. En viktig regel var då att detaljförsäljning av varor inte fick ske på mässan, varken direkt eller indirekt. De första fem åren hölls mässorna i juli eller augusti under sju dagar. Man var inhysta i provisoriskt ordnade lokaler, i fyra med varandra närliggande skolbyggnader — Göteborgs handelsinstitut, Latinläroverket, Götabergsskolan med flera. Kung Gustaf V invigde utställningen den 8 juli 1918 och den pågick fram till söndagen den 14 juli, då mässan hade 20 000 besökare under en dag. Omsättningen var cirka 50 miljoner kronor. Från 1925 pågick mässan under cirka nio dagar i maj månad.
Den första utställningshallen - som byggdes ungefär på det område där Svenska Mässan ligger idag - var Stora maskinhallen som ingick i Exportutställningen under Jubileumsutställningen 1923. Exportutställningen anlades där Idrottsplatsen Walhalla tidigare legat och som hade uppförts 1908 av idrottsklubben Örgryte IS. Stora maskinhallen var omkring 40 000 kvadratmeter stor. Den tionde svenska mässan pågick 15-22 maj 1927 och besöktes av 92 000 personer. Sedan 1931 har inte Göteborgs stad anslagit pengar till mässans verksamhet.

### Nya lokaler

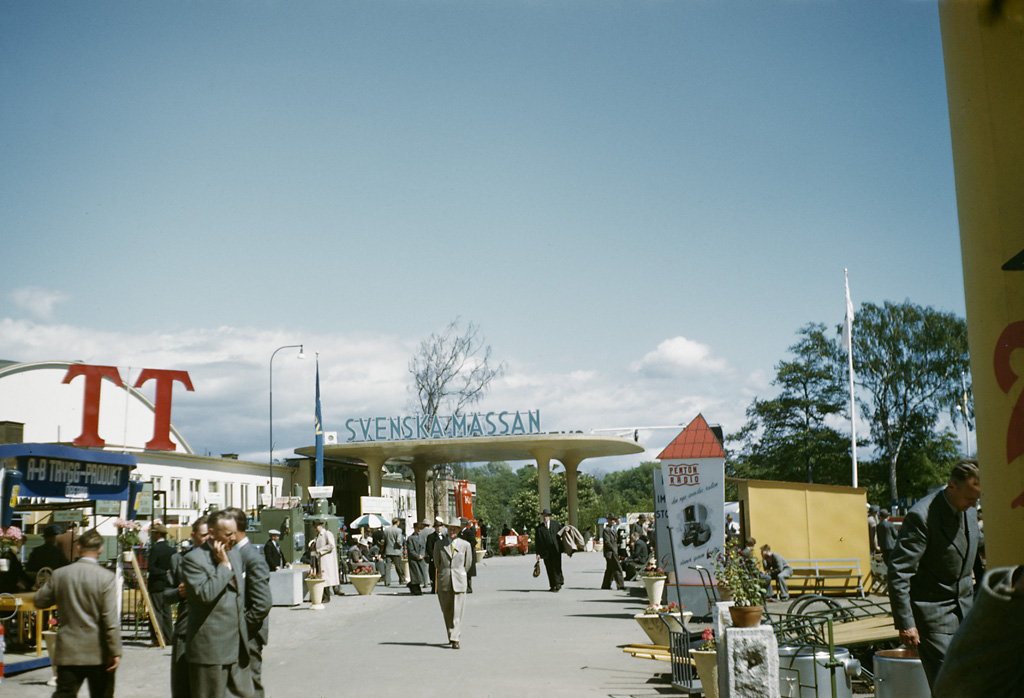
Svenska Mässan, 1948.

Från 1936 bedrev mässan sin verksamhet som stiftelse, där stiftelseurkunden tecknades den 31 december 1935. Under 1930-talet inleddes en process för att få till stånd nya lokaler, eftersom de ursprungliga egentligen bara uppfördes för Jubileumsutställningen 1923. För uppförandet av nya lokaler, avsedda att användas både som utställnings- och samlingslokaler samt för sport- och idrottsändamål, förfogade stiftelsen över ett kapital på 1 195 000 kronor, varav 150 000 kronor ur Wilhelm Röhss donationsfond, 125 000 kronor av lotterimedel och 158 000 kronor genom privata donationer. Återstoden utgjordes av eget tillgängligt kapital samt av lån till ett belopp av 625 000 kronor, beviljat av Göteborgs Bank och Göteborgs stad, som också genom ett särskilt tomträttsavtal upplät mark för byggnaden.
Den 27 juli 1938 påbörjades byggnadsarbetena och den 2 juni 1939 invigdes A-, B-, och C-hallen av mässans hedersordförande, landshövding Malte Jacobsson, samtidigt som den 22:a Svenska Mässan öppnades. Den 10 000 kvadratmeter stora anläggningen ritades av Nils Einar Eriksson, som vann den utlysta arkitekttävlingen. Prisnämnden för arkitekttävlingen utgjordes av konsul Ivar Fallenius, länsarkitekt Erik Friberger, professor Melchior Wernstedt, stadsplanechefen Uno Åhrén samt direktör Erik Bergendahl. Ett lika stort område utgjordes av mässgårdar utomhus. A-hallen, också bara kallad Mässhallen, användes utöver mässverksamhet även för sportevenemang som handboll och boxning. Mässan blev 1954 internationell och är sedan 1960 medlem av Union des Foires Internationales. Verksamheten utvidgades därmed till att 1973 omfatta cirka 20 olika slag av mässor och där tonvikten alltmer kom att ligga på specialiserade internationella fackmässor. År 1957 invigdes Stora Mässhuset och under första halvan av 1960-talet uppfördes industrihallen i olika etapper. År 1971 invigdes en ny C-hall som band samman de olika anläggningarna och 1984 revs den gamla A-hallen och ersattes med en ny mässhall. 1984 invigdes även Gothia Towers intilliggande hotellkomplex. 1993 tog Svenska Mässan över driften av hotellet och 2001 invigdes Gothia Towers andra torn, West Tower.
På 1940-talet arbetade mässans Varuförmedlingsbyrå året runt med förfrågningar och affärsförbindelser. Mässan producerade reklamtrycksaker på upp till elva språk, vilka spreds i en upplaga av omkring 1,5 miljoner exemplar. Genom sin tidskrift Svenska Varor höll mässan kontakt med utställare och köpare, både inom och utom landet.
1918 var antalet utställare 544 och antalet besökare 42 000, 1925 var antalet utställare 360 och antalet besökare 45 000,  1930 var antalet utställare 508 och antalet besökare 70 000, 1945 var antalet utställare 765 och antalet besökare 152 000.

### Några tidiga specialutställningar
- 1924 - Radioutställning.
- 1925 - Utställningen Hus och Hem.
- 1926 - Trädgårds- och blomsterutställning.
- 1927 - Allmän svensk reklamutställning. Samma år ställdes den första volvon ut; tillsammans med bilen i montern fanns även halvfabrikat från de sju svenska järnbruk och fabriker som levererade de olika delarna.
- 1928 - Vägutställning.
- 1929 - Automobilutställning.
- 1930 - Brandskyddsutställning.
- 1931 - Byggnadsutställning.
- 1932 - Motor- och båtbyggnadsmässa.
- 1933 - Reklammässa.
- 1934 - Elektrisk utställning.
- 1935 - Svenska Fårhanteringens propagandautställning.
- 1936 - Göteborgs stads bostadsutställning Bo Bättre.
- 1937 - Utställning för vägbyggnadsteknik.
- 1938 - Utställningen Kontoret av i dag.
- 1939 - Betongvaruindustriens kollektiva utställning.
- 1939, 1941, 1943 - Nordisk konst
- 1940 - Utställning av luftskyddsapparater.
- 1941 - Utställningen för industriellt brandskydd. Detta år visade ASEA för första gången sina elektriska bilar.
- 1942 - Allmän svensk naturstensutställning.
- 1943 - Utställningen Sportstugan och Egna hemmet.
- 1945 - Fiskeriutställningen. Årets mässa var den första varumässan i världen efter krigets slut.

### Historiska bilder

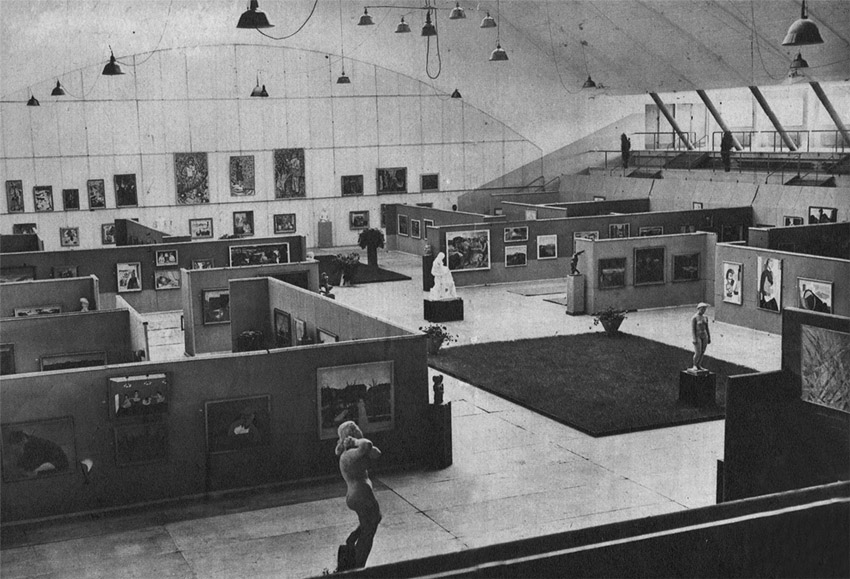
Mässhallen, eller A-hallen, ritad av Nils Einar Eriksson som den såg ut under utställningen Nordisk konst 1943.
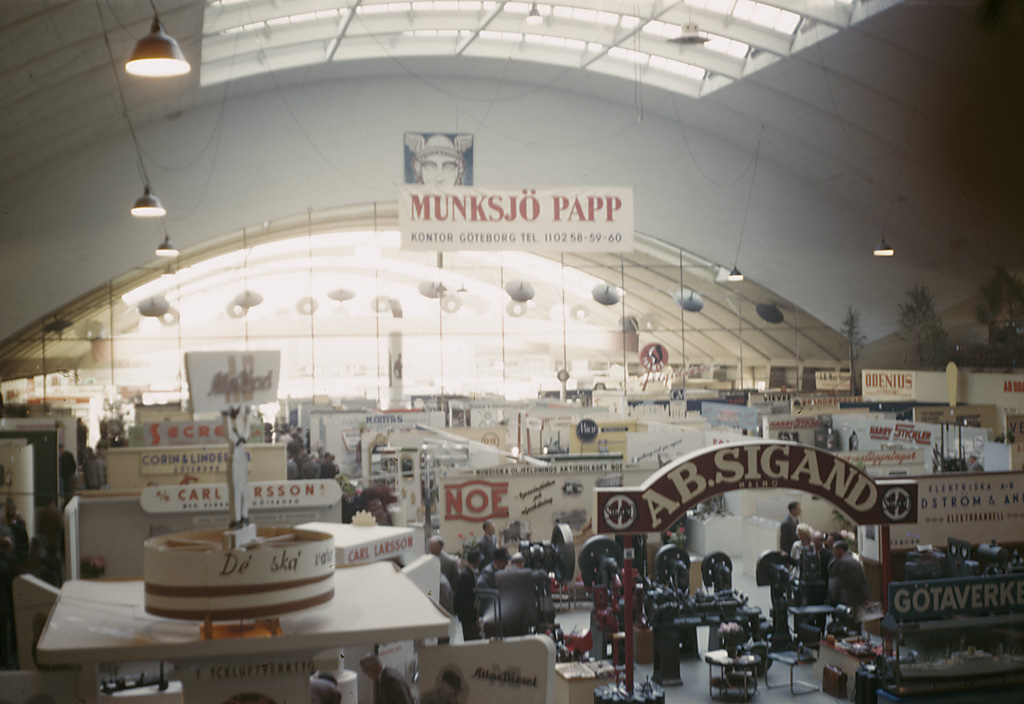
Mässhallen 1948.
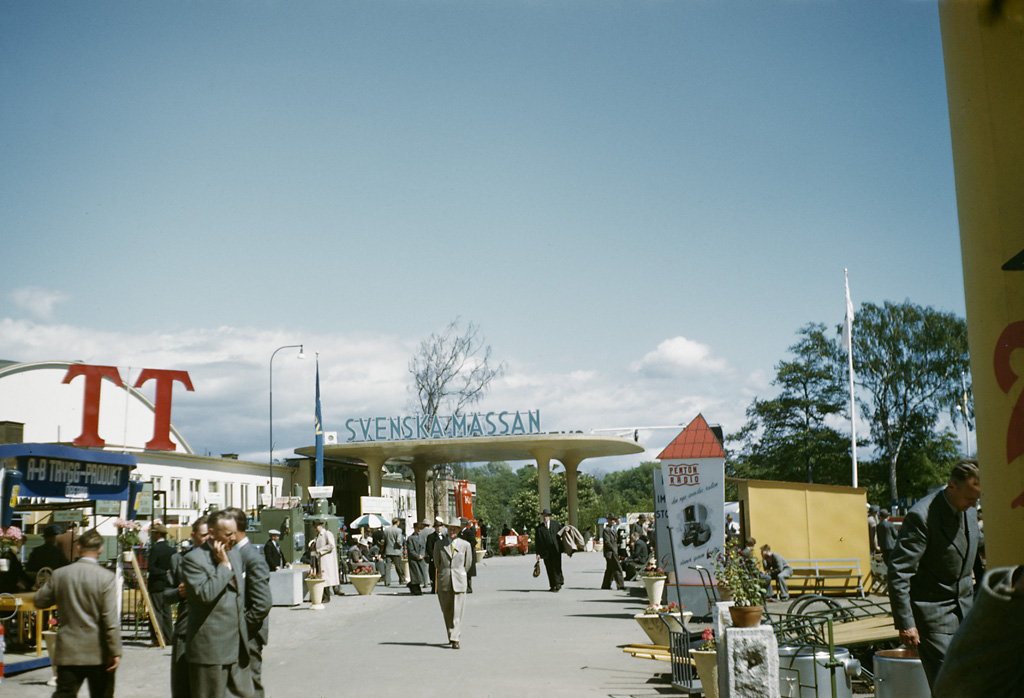
Mässan 1948.

## Logotyp
Svenska mässans logotyp är från början ritad av den svenska konstnären Torsten Schonberg, och användes redan 1923 på Jubileumsutställningen. Symbolen har förändrats lite under åren, utöver viss stilisering och förstärkning av vissa drag. Symbolen föreställer den romerska guden Mercurius, som är köpmännens beskyddare och som delar många karaktärsdrag med Hermes i den grekiska mytologin, bland annat med sin bevingade hjälm.

## Återkommande evenemang

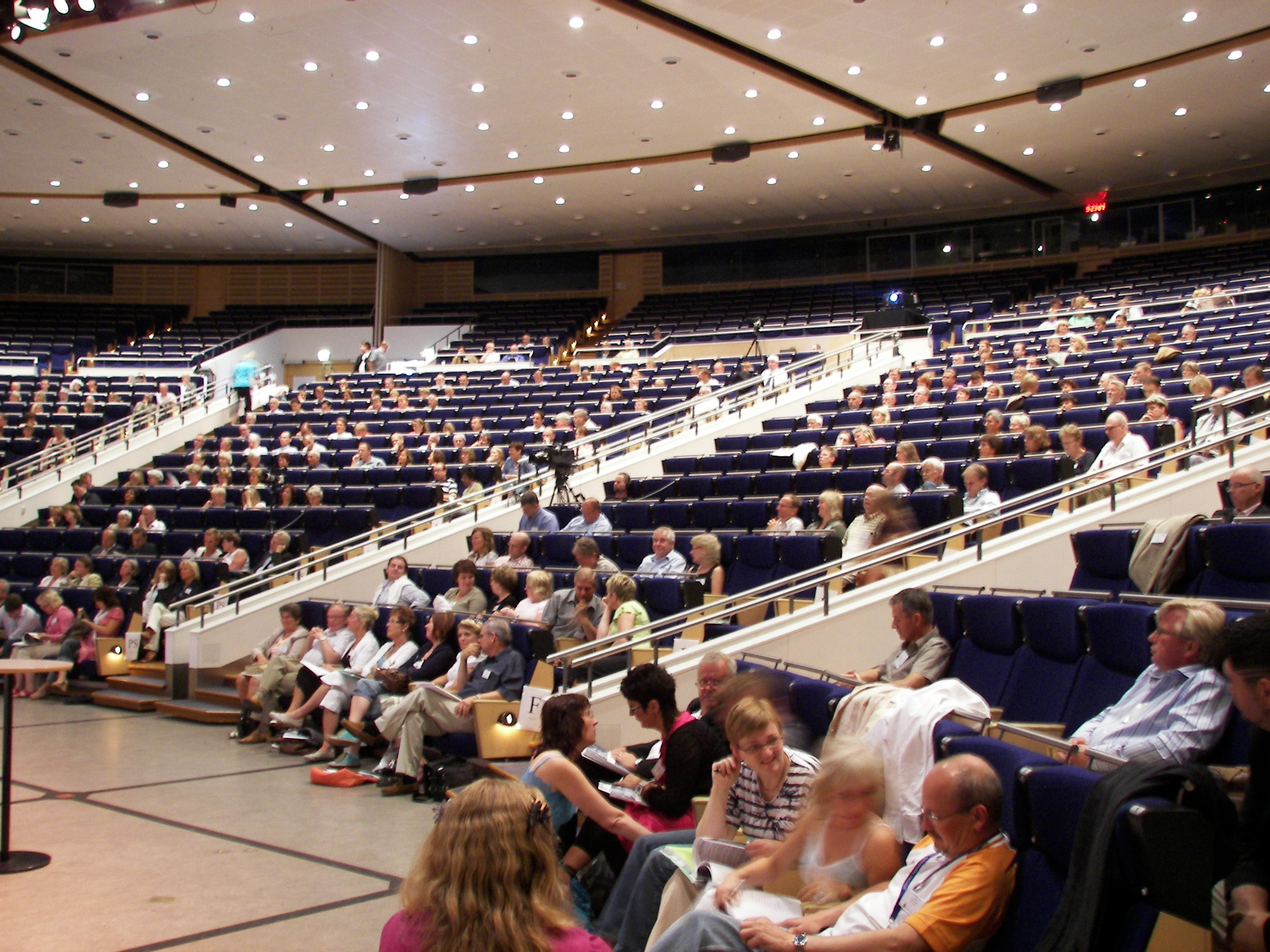
Kongresshallen.

- Bokmässan
- Båtmässan
- TUR (Rese- och turistmässa)
- MyDOG
- EuroHorse
- Elfack
- Baby & Barn
- Eventdagarna